# Conger orbignianus
Conger orbignianus is een straalvinnige vis uit de familie van zeepalingen (Congridae) en behoort derhalve tot de orde van palingachtigen (Anguilliformes). De vis kan een lengte bereiken van 100 centimeter.

## Leefomgeving
Conger orbignianus is een zoutwatervis. De vis prefereert een subtropisch klimaat en leeft hoofdzakelijk in de Atlantische Oceaan. De diepteverspreiding is 0 tot 10 meter onder het wateroppervlak.

## Relatie tot de mens
Conger orbignianus is voor de visserij van beperkt commercieel belang. In de hengelsport wordt er weinig op de vis gejaagd.